# 마키노 나리사다 (1635년)

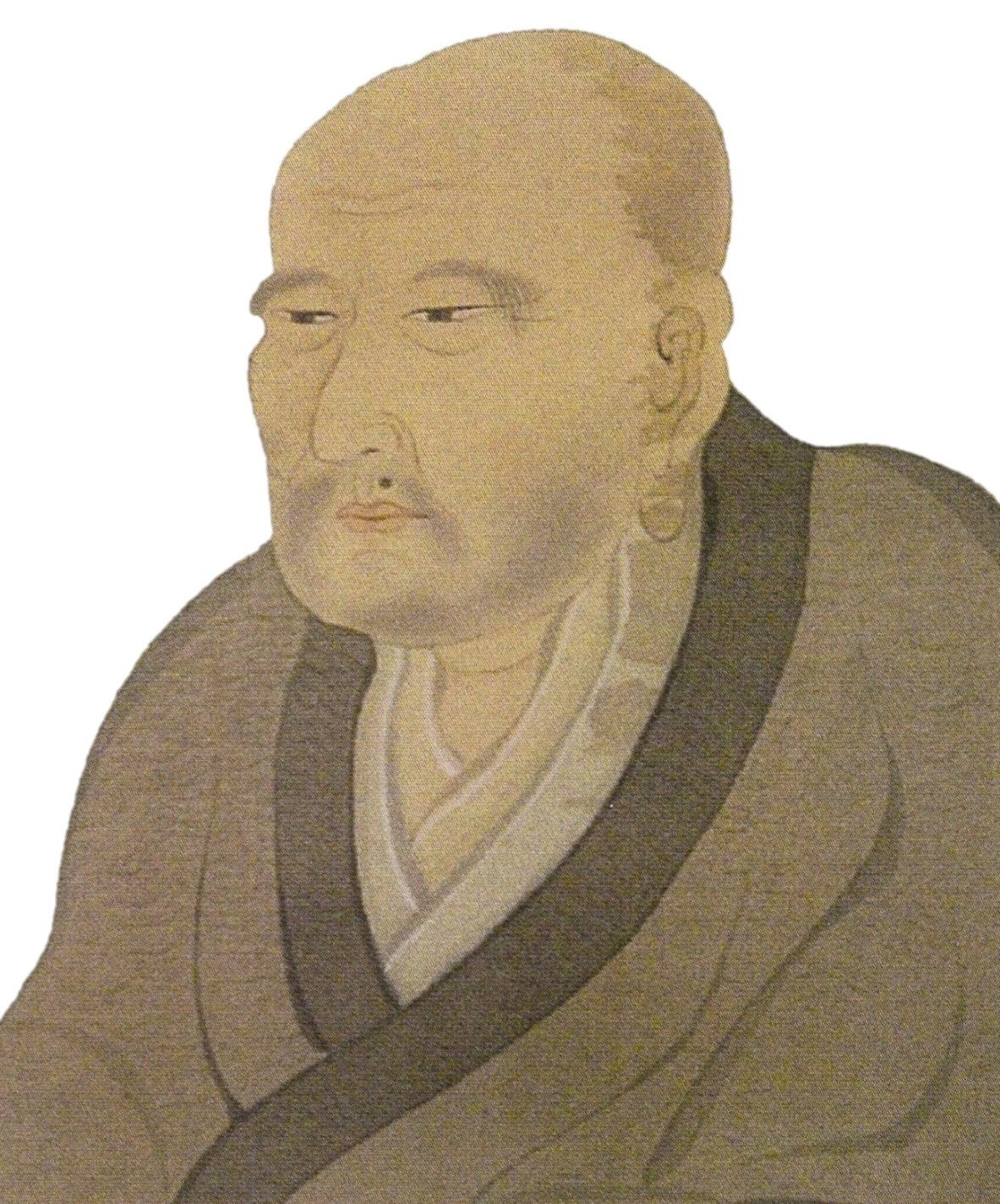
마키노 나리사다

마키노 나리사다(일본어: 牧野成貞)는 에도 시대 전기의 하타모토이다. 고즈케 다테바야시번 가로로서 후의 쓰나요시 시대의 소바요닌이다. 관위는 종사위하 빈고노카미, 지주. 나리사다계 마키노가(成貞系牧野家) 시조. 시모사 세키야도 번 초대 번주를 지냈다.
하타모토 마키노 노리나리(牧野儀成)의 차남이자 고즈케 오고 번 초대 번주 마키노 야스나리(牧野康成)의 손자이다.
|  | 히타치국의 다이묘 (마키노가) 1680년 ~ 1683년 | 후임 세키야도로 번청 이전 |

| 전임 구제 시게유키 | 제1대 세키야도 번 번주 (미카와 마키노가 나리사다계, 에치고 나가오카 번 분가) 1683년 ~ 1695년 | 후임 마키노 나리하루 |

|  | 에도 막부 소바요닌 1681년 ~ 1695년 | 후임 마쓰다이라 다다치카 |